# 박성백
박성백(朴晟伯, 1985년 2월 27일 ~ )은 대한민국의 자전거 경기 선수이다.